# 奈良橋陽子
奈良橋 陽子（ならはし ようこ、1947年6月17日 - ）は、日本のキャスティングディレクター、演出家、映画監督、劇作家、作詞家、英会話教育家である。アップスアカデミー（UPS）代表。モデル・ランゲージ・スタジオ（MLS）会長。
千葉県市川市出身。国際基督教大学言語学専攻を卒業した。長男は俳優の野村祐人、長女は女優・演出家の米倉リエナである。母方の祖父は関屋貞三郎。元夫はジョニー野村。

## 来歴・人物
父親の奈良橋一郎は外交官で、カナダ・モントリオールにある国際連合の専門機関である国際民間航空機関（ICAO）日本政府代表部に勤務しており、奈良橋も5歳でカナダに渡る。1962年、日本に帰国し聖心インターナショナルスクールを卒業後、国際基督教大学言語学専攻を卒業した。大学在学中にジョニー野村と知り合い、結婚した。一男ー女を出産したが、離婚した。その後、アメリカ・ニューヨークにある小劇場および俳優養成学校ネイバーフッド・プレイハウスを卒業した。
ジョニー野村と共に設立したプロダクションでバンド「ゴダイゴ」のプロデュースを行い、数々の曲の作詞を手がける。演出家として活躍するー方、プロデューサーとしても、別所哲也、藤田朋子、今井雅之、川平慈英らを現代演劇界、テレビ業界へと輩出する。また、メソッド演技式の訓練学校を営む塩屋俊も教え子である。
1974年にニューヨークのアクターズスタジオをモデルにした英語教育を行う幼児対象の英会話学校「モデル・ランゲージ・スタジオ（MLS）」を設立した。1992年、企画制作会社「ユナイテッド・パフォーマーズ・スタジオ（UPS）」を設立し、1998年には俳優養成機関「アップスアカデミー（UPS）」を開設し芸術監督に就任して国際的に活動する俳優の育成を目指す。
東京学生英語劇連盟（モデル・プロダクション）総監督、『セサミストリート』のビデオ日本語版解説の監修、ミュージカル『ヘアー』の演出（1980年）、ハリウッド映画への日本人のキャスティング（スティーヴン・スピルバーグ監督の『太陽の帝国』、トム・クルーズ主演の『ラストサムライ』ほか）など、英語圏と日本国の文化の橋渡し・裏方として手広く活動している。
関東にある映画・俳優の専門学校「東京俳優・映画&放送専門学校」の教育顧問も務め、数多くの俳優を育成している。
2014年9月に、回想記『ハリウッドと日本をつなぐ』（文藝春秋）を上梓した。

## 参加作品

### 映画
- 『WINDS OF GOD』（1995年、監督）
- 『ヒマラヤ杉に降る雪』（1999年、キャスティング）
- 『ラストサムライ』（2003年、アソシエイト・プロデューサー、キャスティング）[3]
- 『SAYURI』（2005年、キャスティング）
- 『バベル』（2006年、キャスティング）
- 『ジャンパー』（2008年、キャスティング）
- 『ラーメンガール』（2008年、プロデューサー、キャスティング）
- 『終戦のエンペラー』（2012年、プロデューサー）[3]
- 『手をつないでかえろうよ〜シャングリラの向こうで〜』（2016年、監督）[4]
- 『TOUCH/タッチ』（2024年、キャスティング兼・出演）

### 舞台
- スーパー・ロック・ミュージカル<MONKEY>（1986年1月、サンシャイン劇場、脚本・演出）
- 『夢をかなえるゾウ』（2008年、劇作・脚本・演出）

## 提供作品

### 作詞
- アグネス・チャン
  - 鏡の中の私[注釈 1]
  - 100万人のジャバウォーキー[注釈 2]
  - アルバム「不思議の国のアグネス ~AGNES IN WONDERLAND~」
- 内山田洋とクール・ファイブ
  - 魅惑・シェイプアップ[注釈 3]
- 加橋かつみ
  - ニルスのふしぎな旅[注釈 4]（『ニルスのふしぎな旅』オープニング）
  - いつまでも友だち（『ニルスのふしぎな旅』エンディング）
- 川崎麻世
  - オアシス
- 木村昇
  - ラヴ・イズ・エヴリシング[注釈 5]（『ルパン三世』エンディング）
  - 愁いの街-HOW CAN YOU LOVE THE CITY-（『大激闘マッドポリス'80』『特命刑事』エンディング）
- 京本政樹
  - THE EARTH IT'S HURTIN'（『ウルトラマンG』 挿入歌）
- ゴダイゴ各楽曲
  - Monkey Magic（『西遊記』『西遊記II』オープニング）
  - ガンダーラ[注釈 1]（『西遊記』エンディング）
  - ホーリー&ブライト[注釈 1]（『西遊記II』エンディング）
  - ビューティフル・ネーム[注釈 3]
  - 銀河鉄道999[注釈 6]（『銀河鉄道999』）
  - 他
- 小山茉美
  - わんぱくニルス[注釈 6]（『ニルスのふしぎな旅』挿入歌）
- Salina Jones
  - A ROSE TATTOO
- しばたはつみ
  - 小さな瞳
- JAY HACKETT
  - ULTRAMAN（『ウルトラマンG』 挿入歌）
- トミー・スナイダー
  - SUPER HERO （『ルパン三世』)
  - ザ・マリン・エクスプレス（『海底超特急マリンエクスプレス』)
- 西田敏行
  - Gonna Be No.1
  - Be Yourself With Me
- のこいのこ
  - 青い空白い雲
- ピンク・レディー
  - Sergeant Pepper（「ペッパー警部」英語バージョン）
- 宮永英一
  - ジャンピング・モンキー（『猿飛佐助』オープニング)
- Lileth
  - Life's a Flame（TVアニメ『ルパン三世 1$マネーウオーズ』エンディング）

## ラジオ番組
- 『百万人の英語』

## 著書
- 『ハリウッドと日本をつなぐ』文藝春秋, 2014.9

### 監修
- 『英語で遊ぶ25のゲームと15のダイアローグ集』監修, 太田雅一,クローディア・O.ペレティ, MLS教材開発部 著. ピアソン・エデュケーション, 2000.12
- 『小学校学級担任のための楽しい英語の授業マニュアル』監修, MLS 著. ジャパンタイムズ, 2002.4
- 『英語で遊ぶ25のゲームと15のダイアローグ集』監修, 太田雅一,クローディア・O.ペレティ, MLS教材開発部 著. 桐原書店, 2005.12

### 翻訳
- 今井雅之『ザウィンズオブゴッド』英訳, 桐原書店, 1992.9
- ジャネット・ハーシェンソン,ジェーン・ジェンキンス『スター発見! ハリウッドno.1キャスティング・ディレクターが語るトップスターの選び方 ([P-vine books])永田真弓 訳（日本語版監修） ブルース・インターアクションズ, 2009.10
- 古田博一『オマール王子の旅　広島で原爆に遭った南方特別留学生』英訳, あいり出版, 2023